# Asiter
Asiter är en grupp med fyra arter av små tättingar endemiska för Madagaskar. De har omväxlande urskilts som egen familj alternativt inkluderats i familjen Eurylaimidae. Efter genetiska studier behandlas de återigen som en egen familj.

## Systematik
Tidigare bedömdes asiterna som närbesläktade med juveltrastarna (Pittidae) och placeras traditionellt i den egna familjen Philepittidae. En studie från 1993 visade att de istället är besläktade med brednäbbarna i Eurylaimidae och bäst borde beskrivas som en underfamilj inom denna grupp. Bland annat är morfologin på syrinx hos asiterna och albertinebrednäbben (Pseudocalyptomena graueri) mycket lika. Idag delas istället familjen brednäbbar upp i två, praktbrednäbbar (Eurylaimidae) och grönbrednäbbar (Calyptomenidae), vilket resulterar att asitierna fortsatt kan behandlas som en egen familj. De två arterna i släktet Neodrepanis kallas ibland för solfågelasiter och har tidigare beskrivits som "falska solfåglar".

## Utseende
Asitierna är små skogslevande fåglar som uppvisar tydlig sexuell dimorfism, där hanen har kraftfullt färgad vaxhud, likt en köttig utväxt, runt ögat. Denna är mest framträdande under häckningssäsongen och får sin färg från kedjor med kollagenfibrer. Denna ytpigmenteringsform hos asitierna är unik i djurriket. De har även andra anatomiska drag som skiljer dem ifrån brednäbbarna. Bland annat har de tolv stjärtfjädrar som bildar en mycket kort, hos arterna inom släktet Philepitta nästan icke-existerande, stjärt. Deras syrinx är innesluten i en stor bronkring och de har en gaffelformad tunga som är anpassad för dess diet av nektar. De har långa yttre handpennor som ger ifrån sig ett surrande läte i flykten. De två släktena skiljer sig åt utseendemässigt ganska distinkt.

## Ekologi

### Föda
Asitierna huvudföda utgörs av frukt och de lever av en mängd olika sorter. De utgör en viktiga komponent för många växter på Madagaskar som spridare av frön, eftersom det finns så få fruktätande fåglar på ön. Asitierna lever även av nektar och använder då sin specialanpassade tunga för att komma åt denna söta vätska i blomställningarna. 

### Häckning
Asiterna häckar under Madagaskars regnperiod. De påbörjar häckningen precis innan det börjar regna och sedan pågår häckningen från september till november. Sammetsasit påbörjar sin häckning något tidigare i de norra delarna av sitt utbredningsområde. Den är för övrigt den enda art var häckningsekologi är väl känd. Den har en polygyn fortplantningsstrategi där en hane får avkomma med mer än en hona under en och samma häckningsperiod, och hanarna håller sig med små revir eller lekar där de spelar för förbipasserande honor. Bobygge, ruvning och att ta hand om ungarna sköts helt och hållet av honan. Det finns rapporter att hanar av gulbukig asit har matat boungar eller nyligen flygga ungar, så det förekommer förmodligen varierande häckningsstrategier inom familjen. Honan bygger ett välbyggt, vävt päronforma bo som hänger ifrån en gren och påminner om brednäbbarnas bon. Unikt är att öppningen till boet skapas genom att honan trycker sig igenom den vävda väggen när boet är färdigbyggt, istället för att väva en öppning från början, vilket alla andra vävande fågelarter gör.

## Status och hot
Gulbukig asiti kategoriseras som sårbar (VU) av IUCN. Den har bedömts som utrotningshotad, och till och med befarad utdöd, men detta berodde på avsaknad av ornitologiska observationer i de otillgängliga områdena där den förekommer. Påföljande studier har visat att den är vanligare än man tidigare trott, men den bedöms fortfarande som hotad på grund av habitatförstöring och  fragmentisering av häckningsområdena. Grönryggig asit kategoriseras som nära hotad (NT) då dess utbredningsområde är mycket fragmentiserat men har fortfarande omfattande fästen i otillgängliga raviner.

## Arter
- Släkte Philepitta
  - Sammetsasit (Philepitta castanea)
  - Grönryggig asit (Philepitta schlegeli)
- Släkte Neodrepanis
  - Solfågelasit (Neodrepanis coruscans)
  - Gulbukig asit (Neodrepanis hypoxanthus)